# Młoszów
Młoszów – wieś w Polsce położona w województwie łódzkim, w powiecie piotrkowskim, w gminie Wolbórz.
W latach 1975–1998 miejscowość administracyjnie należała do województwa piotrkowskiego.